# Андрей Коллар
Андрей Коллар (словац. Andrej Kollár; народився 12 січня 1977 у м. Топольчани, ЧССР) — словацький хокеїст, центральний нападник. 
Вихованець хокейної школи ХК «Топольчани». Виступав за ХК «Топольчани», ХК «Попрад», «Слован» (Братислава), ХК «36 Скаліца», ХК «Нітра», «Дукла» (Тренчин), ХК «95 Поважська Бистриця», ХК «Злін».
У складі національної збірної Словаччини провів 26 матчів (7 голів), учасник чемпіонатів світу 2006 і 2008.
Чемпіон Словаччини (2002).